# Новотроицкое сельское поселение (Петропавловский район)
Новотроицкое се́льское поселе́ние — муниципальное образование в Петропавловском районе Воронежской области Российской Федерации.
Административный центр — село Новотроицкое.

## История
Статус и границы сельского поселения установлены Законом Воронежской области от 15 октября 2004 года № 63-ОЗ «Об установлении границ, наделении соответствующим статусом, определении административных центров отдельных муниципальных образований Воронежской области».

## Население
| 2010 | 2012 | 2013 | 2014 | 2015 | 2016 | 2017 |
| ---- | ---- | ---- | ---- | ---- | ---- | ---- |
| 975  | ↘941 | ↘896 | ↘866 | ↘850 | ↘827 | ↘799 |
| 2018 |      |      |      |      |      |      |
| ↘772 |      |      |      |      |      |      |

## Состав сельского поселения
| № | Населённый пункт | Тип населённого пункта       | Население |
| - | ---------------- | ---------------------------- | --------- |
| 1 | Новотроицкое     | село, административный центр | ↘698      |
| 2 | Фоменково        | село                         | ↘277      |